# 甲站

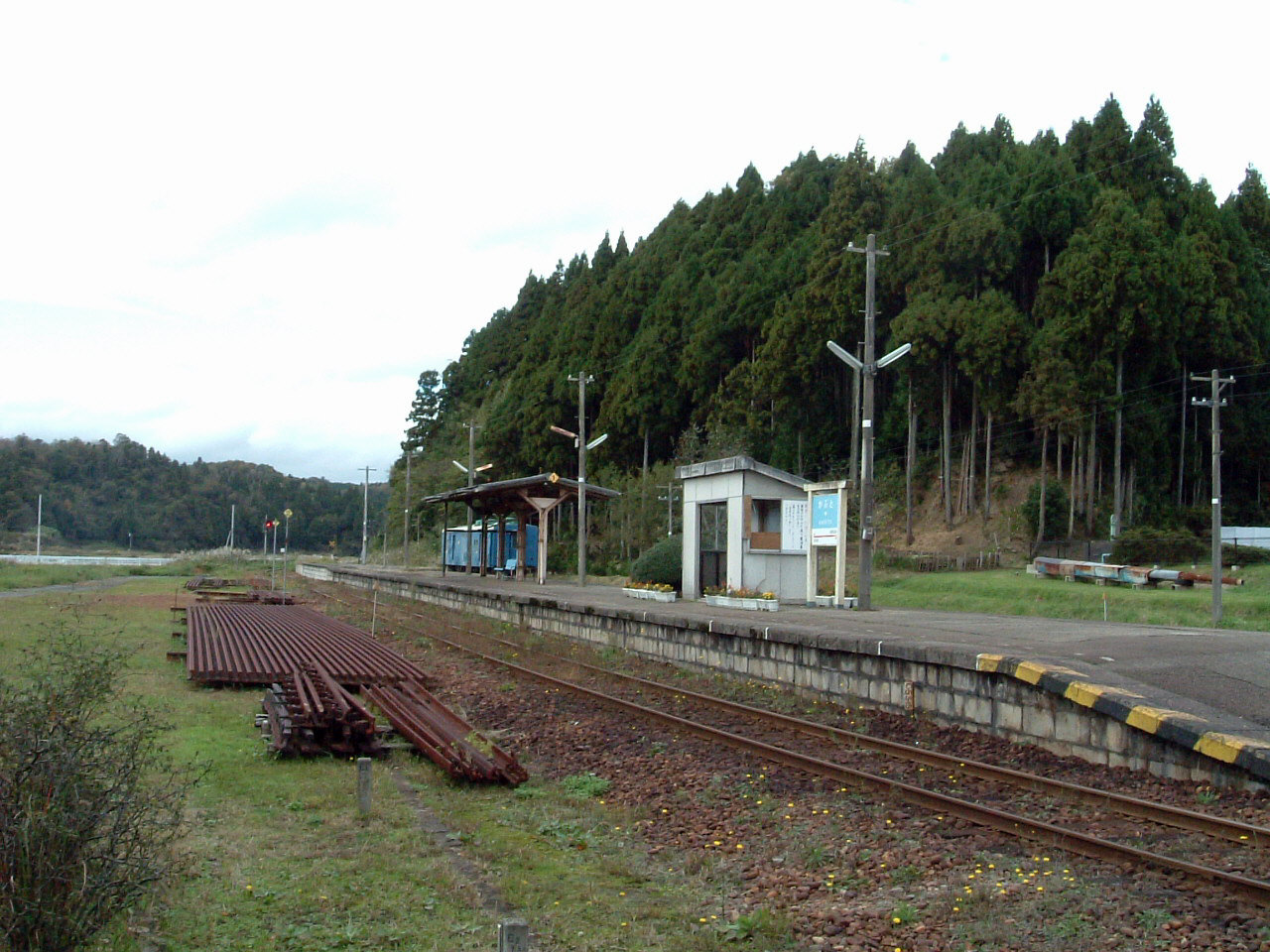
站內（2004年11月）

甲站（日语：／ Kabuto eki */?）是位於石川縣鳳珠郡穴水町甲，能登鐵道的能登線車站（廢站）。曾經此站是急行之停靠站。

## 歷史
- 1959年（昭和34年）6月15日 - 日本國有鐵道（國鐵）能登線穴水至鵜川之間開通[1][2][3]，車站啟用。
- 1987年（昭和62年）4月1日 - 伴隨國鐵分割民營化，車站由西日本旅客鐵道（JR西日本）營運。
- 1988年（昭和63年）3月25日 - 能登線由能登鐵道繼承[1][2][3]。
- 1995年（平成7年）11月15日 - 成為無人車站[4]。
- 2004年（平成16年）11月17日 - 站內保存的郵車（日语：郵便車）（OYu10形）遷移至能登中島站。
- 2005年（平成17年）4月1日 - 能登線廢除，此站也被廢除[1][2]。

## 車站構造
截至車站廢除前，車站是一座地面車站，設有1面2線的島式月台。
截至車站廢除當時，此站是無人車站。在設有電氣路籤閉塞時代，此站為有人車站。車站大樓以磚頭建成，內部設有自動售票機。
站內側線曾經設有OYu10形2565號停泊保存，在廢站前的2004年11月遷移至能登中島站。

## 車站周邊
- 公立穴水綜合醫院 兜診所
- 甲公民館
- 甲郵局
- 媽媽的學校食堂（舊・穴水町立兜小學。在2008年與向洋小學合併）

## 相鄰車站
能登鐵道
能登線
鹿波－甲－沖波

## 注腳
1. 1 2 3   (PDF). 能登町広報情報推進課. 2017-04-01  [2021-02-23] （日语）.
2. 1 2 3  寺田裕一. . Neko出版. 2010-12-29: 9. ISBN 978-47770-1091-2 （日语）.
3. 1 2  . 中日新聞Web. 2020-12-05  [2021-02-23]. （原始内容存档于2022-02-17） （日语）.
4. ↑  寺田裕一《私鉄の廃線跡を歩くIII 北陸・上越・近畿編》，JTB出版，2008年，167頁。ISBN 978-4-533-07145-4

## 外部連結
- 甲站周邊地圖（Mapion） （页面存档备份，存于）（日語）